# Estàtua-menhir de Ca l'Estrada
L'estàtua-menhir de Ca l'Estrada és una estàtua-menhir del 3500–2500 aC, que fou descoberta l'agost de 2004 al jaciment de Ca l'Estrada (Canovelles, Vallès Oriental). La peça forma part de la col·lecció del Museu de Granollers.

## Etimologia
Una estàtua-menhir és una estàtua esculpida dins un menhir, o més precisament, un monument megalític format per un sol bloc esculpit en bust rodó o en baix relleu i representant una figura humana, sovint completats o reemplaçats per gravats.
El personatge és representat en la seva totalitat o en part sobre una de les cares del bloc. Una terminologia més estricta hauria reservar el terme d'estàtua-menhir a una representació completa: cara, perfil i dors, tot i que els d'escultura o deixant antropomorfa són utilitzats en altres casos. Per a una visió general, el terme d'estàtua-menhir utilitza obertament per designar qualsevol exemple de figura antropomorfa encara que molts autors especialistes són favorables al seu exemple exclusiu.

## Procedència
El 2004 es van iniciar unes obres per construir la Ronda Nord al municipi de Canovelles. Arran d'aquestes obres es va descobrir el jaciment arqueològic de Ca l'Estrada, on s'han trobat restes d'època prehistòrica, antiga i medieval. Fou doncs la primera estàtua-menhir antropomorfa descoberta a Catalunya, el 2004. Quan va ser recuperada es va procedir a realitzar un procés de conservació-restauració al Centre de Restauració de Béns Mobles de Catalunya.

## Descripció
Es tracta de l'escultura d'una figura humana realitzada sobre un petit menhir de 93 cm d'alçada del que es conserven només algunes cares esculpides perquè es va trobar parcialment fragmentada.
L'estàtua menhir de Ca l'Estrada està feta d'un bloc de gres vermell procedent del Figaró. En 
el cap s'observen diverses cassoletes o cúpules esculpides, que poden ser la representació del cap o estar fetes per encaixar-hi material perible. En el dors es distingeixen unes ratlles fines i uns plecs que correspondrien als cabells, un abric o a una capa, i al costat esquerre hi ha una mà, un braç i unes línies verticals que s'interpreten com un ceptre o arma.
Si bé els diferents elements i motius representats ens remeten a les estàtues-menhir del grup de la Rouergue (França), les 4 cassoletes sobre del determinen un element distintiu de la zona. Aquest motiu s'ha trobat en altres lloses de dólmens i de menhirs de Catalunya, es creu que tenien una funció ritual probablement relacionada amb la recollida d'aigua de pluja.

## Menhirs similars

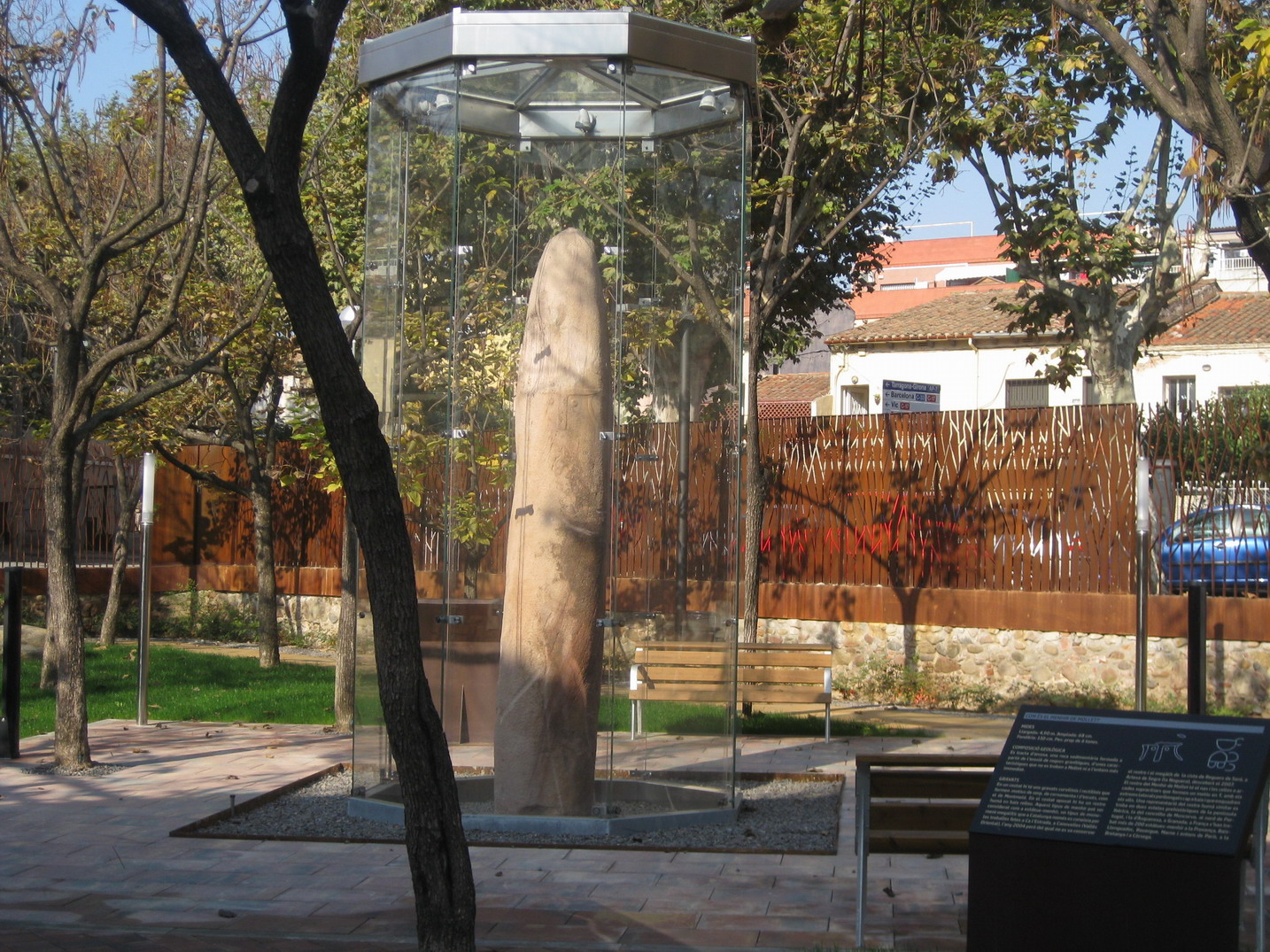
Menhir del Pla de les Pruneres, actualment al Parc Can Mula de Mollet del Vallès

Aquesta fou la primera estàtua-menhir antropomorfa descoberta a Catalunya, el 2004. També s'han trobat Posteriorment, el 2006 es trobaria una segona estàtua similar a Seròs (Artesa de Segre) i el 2009, el Menhir de Mollet, un molt més gran al Pla de les Pruneres de Mollet del Vallès, amb prop de 5 metres d'alt i 6 tones de pes.
Pel que fa a altres menhirs similars a Catalunya, també destaquen:
- la Pedra Llarga de Palau-solità i Plegamans
- la pedra Serrada de Parets
- la La Pedra de Llinás
- el Menhir de Castellruf de Santa Maria de Martorelles[2]

## Exposició
Tot i que forma part del fons del Museu de Granollers, l'obra es troba en dipòsit a la Generalitat de Catalunya. La peça es va poder veure entre l'octubre de 2011 i l'octubre de 2012 a l'Espai Obert del museu de Granollers.
Una rèplica de l'estàtua menhir també s'exhibeix a l'equipament cultural de Can Palots a Canovelles.